# Gmina Głogów
Die Gmina Głogów ist eine Landgemeinde im Powiat Głogowski der Woiwodschaft Niederschlesien im südwestlichen Teil Polens. Gemeindesitz ist die Kreisstadt Głogów (deutsch Glogau).

## Geografie
Das Gemeindegebiet umschließt die Stadt Głogów von Norden und Osten. Głogów ist Verwaltungssitz der Landgemeinde, gehört dieser aber nicht an, sondern bildet eine eigenständige Stadtgemeinde.

## Gemeindegliederung
Die Gmina Głogów gliedert sich in 13 Ortsteile mit einem Schulzenamt (sołectwo):
- Borek (Borkau)
- Bytnik (Beuthnig)
- Grodziec Mały (Klein Gräditz; 1937–45: Niederfeld)
- Klucze (Klautsch; 1937–45: Seehagen)
- Krzekotów (Groß Vorwerk)
- Przedmoście (Priedemost; 1937–45: Vorbrücken)
- Ruszowice (Rauschwitz; 1937–45: Rauschenbach)
- Serby (Zerbau; 1938–45: Lerchenberg)
- Stare Serby (Lerchenberg)
- Szczyglice (Sieglitz; 1937–45: Bismarckhöhe)
- Turów (Tauer)
- Wilków (Wilkau; 1937–45: Wolfau)
- Zabornia (Sabor)

Verlassenes Dorf:
- Rapocin (CC) (Rabsen)